# Sylvia Fiedler

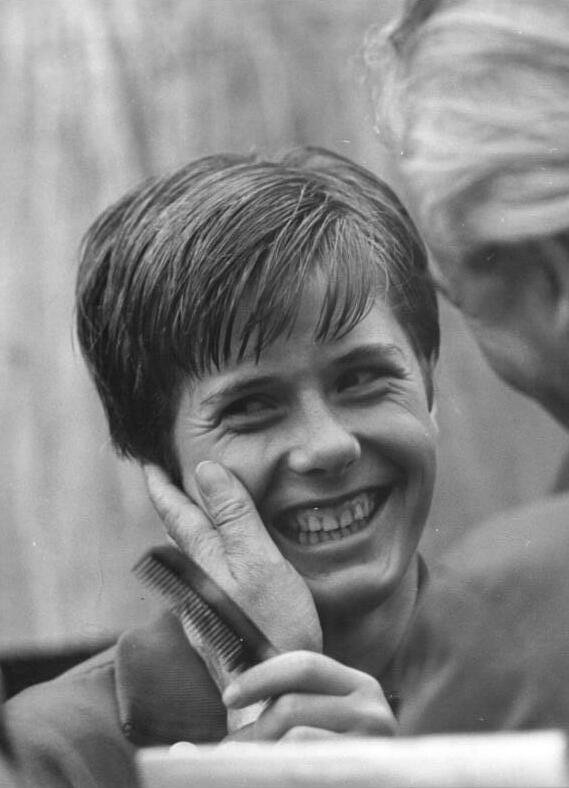
Sylvia Fiedler, 1970

Sylvia Fiedler (* 1. Oktober 1951 in Dresden) ist eine ehemalige deutsche Wasserspringerin. Sie startete in ihrer aktiven Karriere für die Deutsche Demokratische Republik und den SC Einheit Dresden. Für die DDR nahm sie zwei Mal an den Olympischen Sommerspielen teil.

## Karriere
Vom Nationalen Olympischen Komitee der DDR wurde Sylvia Fiedler im Alter von 17 Jahren für die Olympischen Sommerspiele 1968 in Mexiko-Stadt nominiert und startete gemeinsam mit ihrer Mannschaftskameradin Claudia Reiche beim Turmspringen. Dort scheiterte sie wie Reiche durch einen 19. Platz in der Qualifikation. Bei den Schwimmeuropameisterschaften 1970 in Barcelona sicherte sie sich hinter Milena Duchková und ihre Landsfrau Marina Janicke die Bronze-Medaille.
Für die Olympischen Sommerspiele 1972 in München wurde Sylvia Fiedler vom Nationalen Olympischen Komitee der DDR nominiert und startete erneut beim Turmspringen. Während  Marina Janicke die Bronze-Medaille gewann, belegte sie im Finale den sechsten Platz.